# Gesonia nigripalpa
Gesonia nigripalpa är en fjärilsart som beskrevs av Edward P. Wiltshire 1976. Gesonia nigripalpa ingår i släktet Gesonia och familjen nattflyn. Inga underarter finns listade i Catalogue of Life.